# Batllavë
Batllavë, Liqeni i Batllavës (serb. Батлавско језеро, Batlavsko jezero) – zbiornik zaporowy w Kosowie. Stanowi źródło wody dla okolicznych miejscowości. Jest największym jeziorem w Kosowie i jedynym kąpieliskiem tego rodzaju w kraju.
Nad jeziorem położone są następujące miejscowości: 
- Orllan
- Koliq

## Galeria

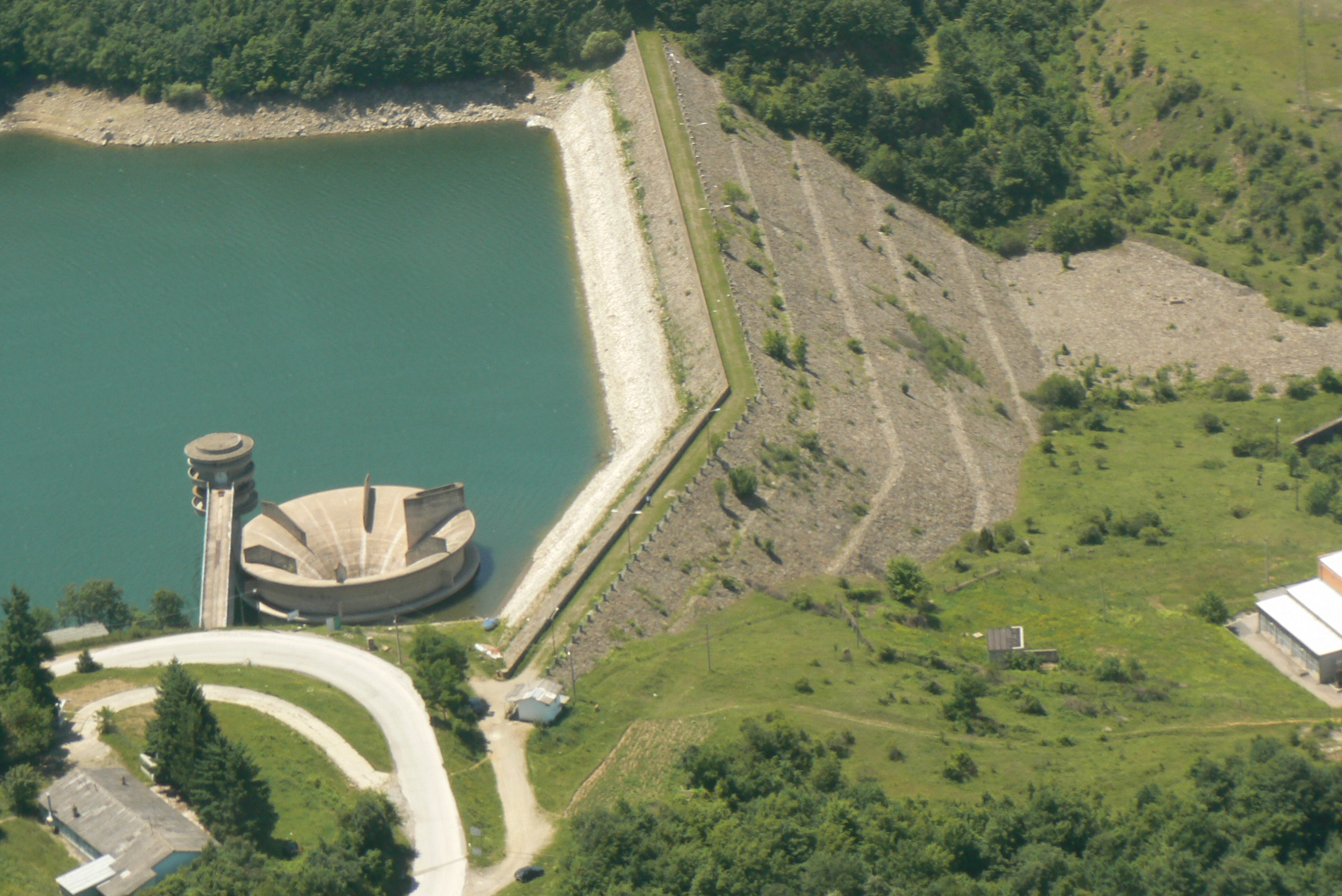
Widok na zaporę
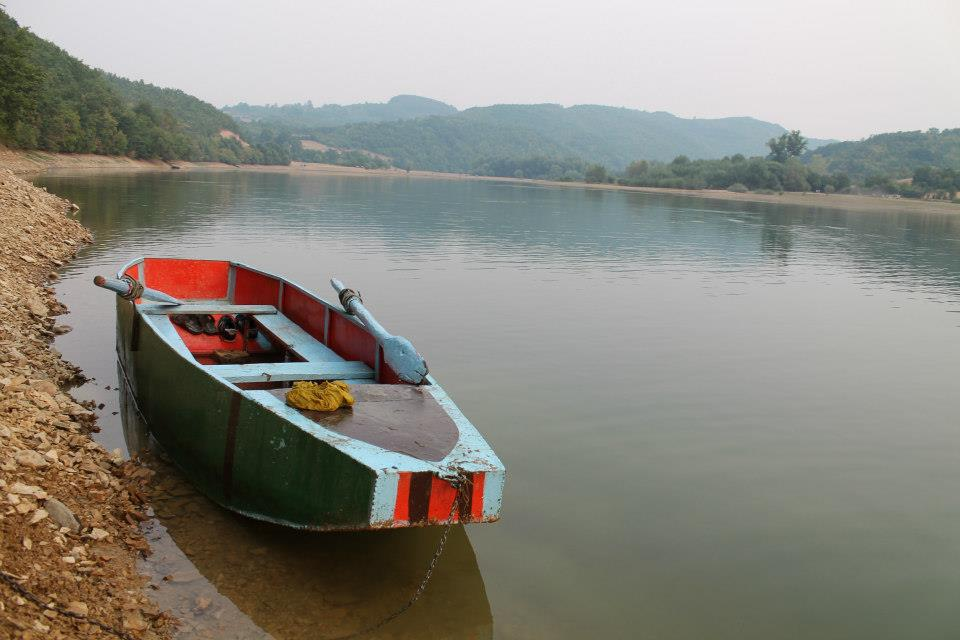
Łódź przy brzegu jeziora
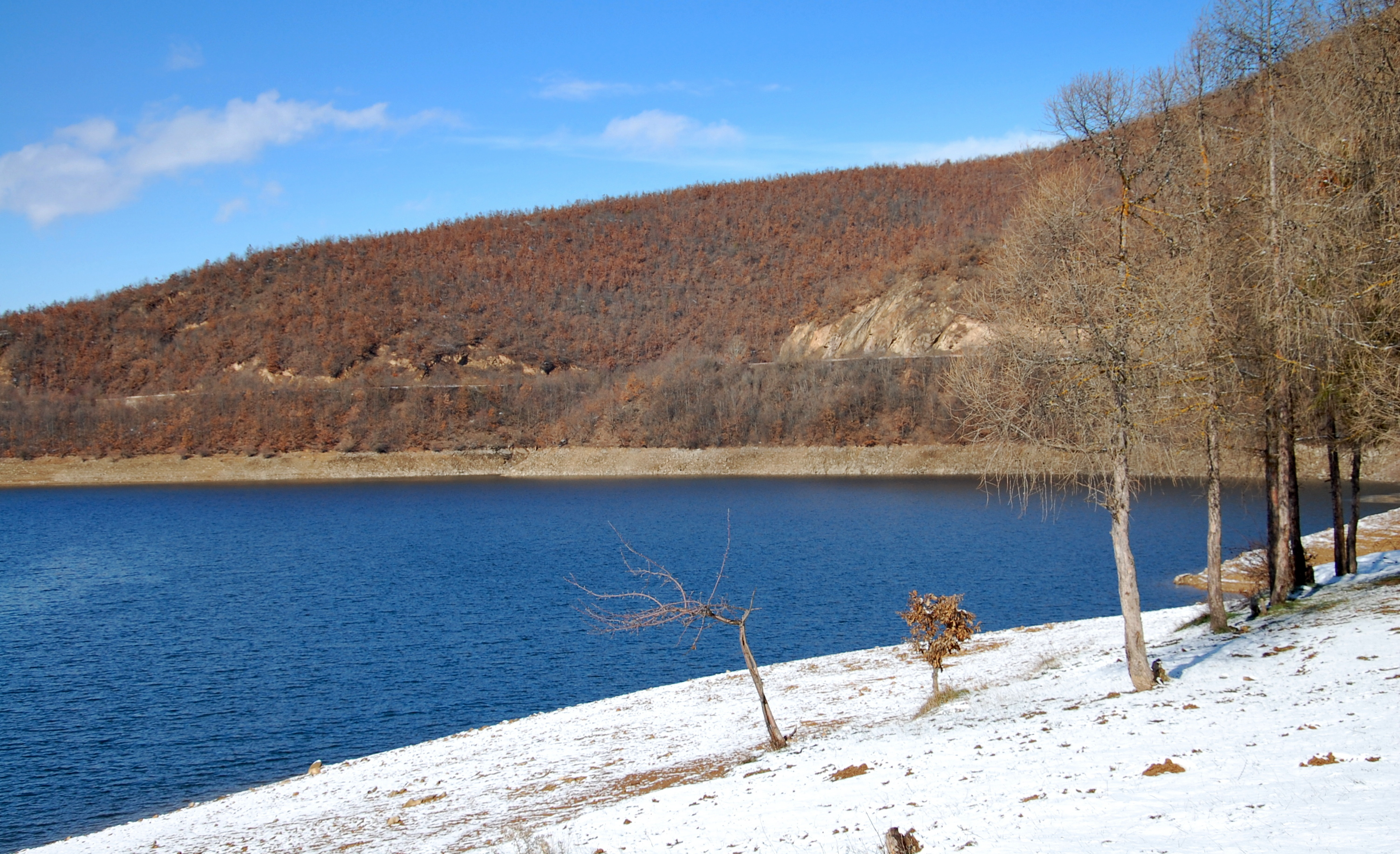
Jezioro jesienią
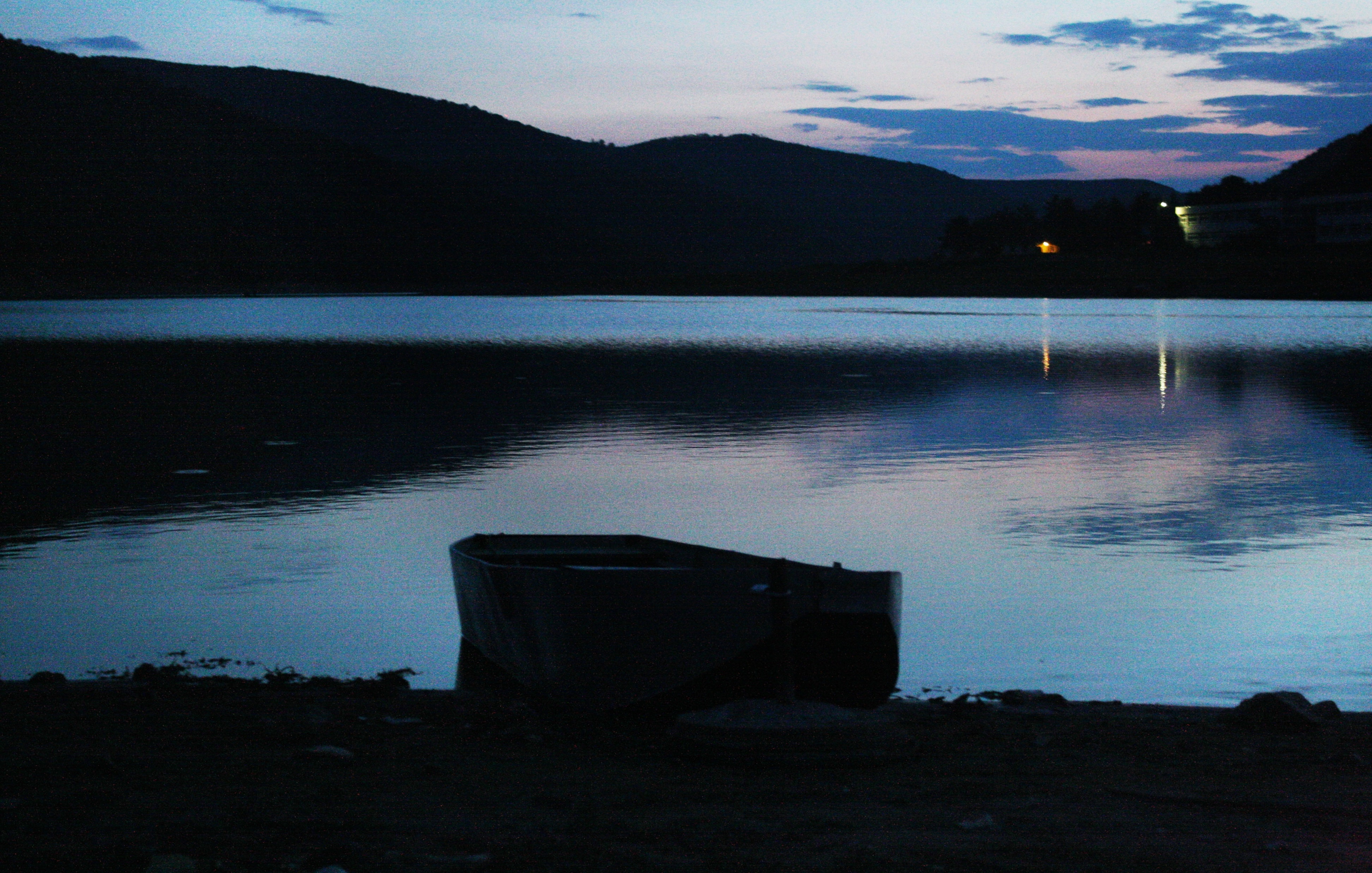
Widok o zachodzie słońca